# Никокодеин
Никокодеин (6-Nicotinoylcodeine, Lyopect, Tusscodin) является производным опиатов, тесно связанным с дигидрокодеином и кодеиновым аналогом никоморфина, разработанным для борьбы с кашлем и являющимся анальгетиком. Он не распространён в большинстве стран, но его деятельность похожа на другие опиаты. Никокодеин и никоморфин были представлены Lannacher Heilmittel в конце 1950-х годов. Никокодеин метаболизируется в печени путём деметилирования, производя никоморфин, также известный как 6-никотинолморфин, и впоследствии метаболизируется в морфин. Побочные эффекты, аналогичные другим опиатам и включают в себя зуд, тошноту и угнетение дыхания.
Никокодеин регулируется в большинстве случаев как кодеин. Подобные ему слабые опиаты, как этилморфин, бензилморфин, дигидрокодеин и другие близкие производные типа ацетилдигидрокодеина и другие опиоиды этого класса регулируются законами страны и Единой конвенцией о наркотических средствах. Одним из ярких примеров является то, что никокодеин находится в «Списке I / Наркотические вещества», включенным Соединенными Штатами туда наряду с героином, и никокодеин никогда не был использован для медицинского применения в Соединенных Штатах.
Никодикодеин является схожим с никокодеином препаратом настолько, насколько кодеин схож с дигидрокодеином. Метаболиты никодикодеина включают дигидроморфин.
Лекарства от кашля на основе никокодеина доступны в виде сиропов, сиропов с пролонгированным действием и подъязычных капель. Анальгетики также бывают в форме подъязычных капель, либо таблеток для орального употребления. Сила никокодеина примера равна гидрокодону.